# Elso Roque
Elso Roque (Seixal, 6 de Agosto de 1939) é reconhecido como sendo um dos mais representativos directores de fotografia do cinema português das últimas décadas do Séc XX[carece de fontes?]. Começando em 1964 a sua actividade como operador de câmara, é também produtor e realizador.

## Filmografia

### como director de fotografia
- Le Sourire d'Hassan (2004)
- Sunduq al-dunyâ (2002)
- Quem És Tu? (2001)
- A Raíz do Coração (2000)
- Fuga (1999)
- O Rio do Ouro (1998)
- O Pecado da Mamã (1996)
- Seixal, um Cais Português (1995)
- Aqui na Terra (1993)
- O Altar dos Holocaustos (1992) mini-série televisiva
- Les Eaux dormantes,1992)
- O Bando dos Quatro (1992) Série televisiva
- 'R': Rembrandt (1992) (TV)
- Les Fleurs du mal (1991)
- Napoléon et l'Europe (1991) Série televisiva
- Non, ou a Vã Glória de Mandar (1990)
- Ransom (1990)
- Encontro em Lisboa (1990)
- O Sangue (1989)
- Jaz Morto e Arrefece (1989) (TV)
- Serenidade (1989)
- Tempos Difíceis (1988)
- A última viagem (1988) (TV)
- Contactos (1986)
- O Sapato de Cetim (1985)
- O Anel Mágico (1985) ´Serie televisiva
- Os Abismos da Meia-Noite (1984)
- Lisboa Cultural (1983)
- Ana (filme) (1982)
- A Ilha dos Amores (1982)
- A vida é bela?! (1982)
- Visita ou Memórias e Confissões (1982)
- Francisca' (1981)
- Manhã Submersa (filme) (1980)
- O Príncipe com Orelhas de Burro (1980)
- Retalhos da Vida de um Médico (1980) Série televisiva
- As Horas de Maria (1979)
- Música Para Si (1979)
- A Confederação: O Povo É Que Faz a História (1978)
- As Ruínas no Interior (1977)
- Liberdade para José Diogo (1976)
- Acção, Intervenção (1976)
- As Armas e o Povo (1975) - colectivo
- Benilde ou a Virgem Mãe (1975)
- Cartas na Mesa (1975)
- O Princípio da Sabedoria (1975)
- Entremês Famoso Sobre da Pesca no Rio Minho (1974)
- A Promessa (1972) (1973)
- Pedro Só  (1972)
- Nacionalidade: Português (1972)
- Almada Negreiros Vivo Hoje (1970)
- Nojo aos Cães (1970)
- Tapeçaria, Uma Tradição Que Revive[ (1968)
- Regresso à Terra do Sol (1967)
- Alta Velocidade (1967)
- A Cidade (1967)
- Mudar de Vida (1966)
- Domingo à Tarde (1966)
- Num Mar de Moliço (1966)
- Le Pas de trois (1964)

### como realizador
- Seixal, um Cais Português (1995)

## Prémios
- Kikito Dourado para Melhor Fotografia, por O Rio do Ouro, 1988, Festival do Cinema Brasileiro de Gramado